# Multiple Registration Protocol
Das Multiple Registration Protocol (MRP) ist ein Netzwerkprotokoll auf Sicherungsschicht für Rechnernetz auf Basis von Ethernet. Es erlaubt Netzwerkgeräten wie Switches die dynamische Registrierung von Attributwerten untereinander. Dies dient dazu, um im laufenden Betrieb automatisch beispielsweise neue VLAN-Kennungen anzulegen oder die Teilnehmer einer Multicast-Gruppe zu verändern.

## Spezifikation
MRP wurde im Jahr 2007 vom IEEE im Dokument IEEE 802.1ak standardisiert und später durch IEEE 802.1Q ersetzt.
Es löst das zuvor in IEEE 802.1D spezifizierte Generic Attribute Registration Protocol (GARP) ab. GARP wiederum war Grundlage für das GARP VLAN Registration Protocol (GVRP), was durch Multiple VLAN Registration Protocol (MVRP) ersetzt wurde, und für das GARP Multicast Registration Protocol (GMRP), was durch Multiple MAC Registration Protocol (MMRP) ersetzt wurde.

## Multiple MAC Registration Protocol (MMRP)
Mit dem MMRP kann die MAC-Adresse eines Netzwerkgeräts als Teilnehmer einer Multicast-Gruppe auf mehreren Switches im Netz angemeldet oder abgemeldet werden. Dadurch können die beteiligten Switches dynamisch entscheiden, an welche Switch-Ports Multicast-Verkehr weitergeleitet werden muss. Dadurch wird die unnötige Ausbreitung von Multicasts eingedämmt, was die Netzlast reduziert.
Siehe auch: IGMP ist ein Protokoll zur Steuerung von Multicast auf Vermittlungsschicht.